# Стадион Нађерде

Стадион Нађерде (мађ. Nagyerdei Stadion), је стадион у Дебрецину, Мађарска.  Стадион се највише користи за клупски фудбал. Користи га ФК Дебрецин. Стадион прима до 20.340 гледалаца.

## Историја

### Прва ера (1934-2013)
Оригинални стадион је отворен 5. јуна 1934. године а први званични меч је одигран 24. јуна 1934. године. ФК Бочкаји је одиграо утакмицу против ФК Болоња 1909 у оквиру Митропа купа. Бочкаји је добио утакмицу са 2−1. У периоду од 1934. па до 2013. године стадион је био домаћи терен за ФК Бочкаји и ФК Дебрецин ВСЦ. Такође је био стециште окупљања за Дебрецински цветни фестивал (Debreceni Virágkarnevál).

### Реконструкција (2013–14)
Реконструкција стадиона је почела 29. марта 2010. године. Дизајнер стадиона је био Деже Жигмонд. Пројектом је предвиђено да стадион прими 20.000 гледалаца.

### Друга ера (2014-данас)
Виктор Орбан је присуствовао церемонији отварања 1. маја 2014. године. Прва утакмица одиграна на стадиону је била утакмица између Дебрецини звезде и Мађарске звезде.

## Галерија
- Спољњи изглед стадиона
- Спољњи изглед стадиона
- Спољњи изглед стадиона